# Mandi (Distrikt)
Der Distrikt Mandi (Hindi: मंडी जिला) ist einer der zentralen Distrikte des indischen Bundesstaats Himachal Pradesh. Sitz der Distriktverwaltung ist Mandi.

## Geografie

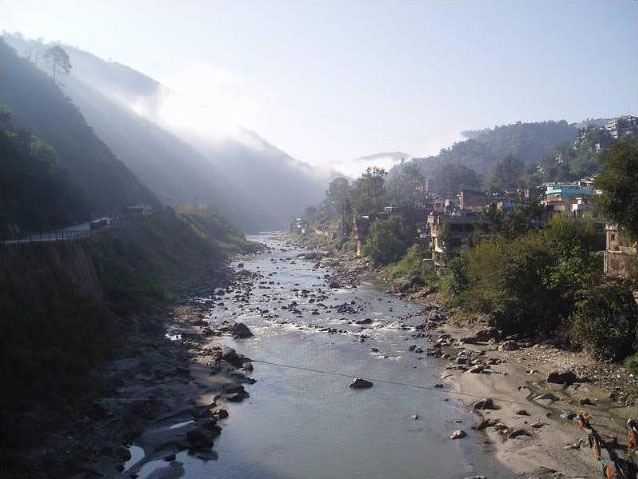
Der Fluss Beas im Mandi-Distrikt

Der Distrikt Mandi liegt im Zentrum von Himachal Pradesh im Vorderen Himalaya. Nachbardistrikte sind Kullu im Nordosten, Kangra im Nordwesten, Hamirpur und Bilaspur im Westen sowie Solan und Shimla im Süden. Entlang der südlichen Distriktgrenze fließt der Sutlej. Der Beas durchquert den Distrikt. Dessen rechter Nebenfluss Uhl entwässert den Nordosten des Distrikts. Die Fläche des Distrikts Mandi beträgt 3950 km².

## Bevölkerung
Nach der Volkszählung 2011 hat der Distrikt Mandi 999.777 Einwohner. Die Bevölkerungsdichte liegt mit 253 Einwohnern pro Quadratkilometer über dem Durchschnitt des Bundesstaates.

## Geschichte
Der Fürstenstaat Mandi existierte bis 1956.